# Князев, Всеволод Гаврилович
Все́волод Гаври́лович Кня́зев (25 января 1891, Санкт-Петербург — 5 апреля 1913, Рига) — гусарский корнет, начинающий поэт, поклонник и любовник Михаила Кузмина. Обстоятельства его самоубийства обыгрываются Анной Ахматовой в «Поэме без героя».

## Биография
Родился в 1891 году в семье преподавателя словесности Гавриила Михайловича Князева (1858—1919), специалиста по славянофильству. Окончил Тверское кавалерийское училище, был вольноопределяющимся 16-го Иркутского гусарского полка, который был расквартирован в Риге.
На свадьбе своей сестры с Леоном Старынкевичем «розовый, белокурый, золотистый» юноша-гусар познакомился с его сестрой Палладой и влюбился в неё без памяти. Их отношения были «истерическими, в постоянном нервном напряжении».
В мае 1910 года у Князева началась связь с Михаилом Кузминым, которая продолжалась до сентября 1912 года и прерывалась многочисленными ссорами. «Иной раз слышно было, как прекрасно звенят гусарские шпоры по коридору в направлении его комнаты», — вспоминали соседи Кузмина. Знаменитый поэт расширил литературные горизонты Князева, помогал ему с публикацией стихов, ввёл его в круг литературной богемы «серебряного века». Именно Князев написал «собачий гимн» к открытию арт-кафе «Бродячая собака», положенный на музыку Шписом фон Эшенбруком.Отношения с М. Кузминым закончились в сентябре 1912 года, и в дальнейшем они держались друг от друга отгорожено. Причиной разрыва М.Кузмин называет в своём дневнике склонность Князева к многочисленным и случайным связям.
Летом 1912 года увлечением Князева стала Ольга Судейкина, которой посвящён основной массив его стихов (Князев — Пьеро, Судейкина — Коломбина). Они вступили в связь, быстро закончившуюся; среди других романов того времени отмечают также роман с Софьей Дымшиц (на тот момент женой Алексея Толстого).
29 марта (11 апреля) 1913 года, находясь с полком в Риге, Князев стреляется, после чего прожил ещё несколько дней и скончался в городской больнице 5 апреля. Причины самоубийства не ясны. Спустя три дня он был похоронен в Петербурге на Смоленском кладбище.

## Образ в литературе
Из воспоминаний о  любовном треугольнике Князева, Судейкиной и Кузмина годы спустя выросла ахматовская «Поэма без героя». Кузмин посвятил Князеву цикл стихотворений «Осенний май». (Как следует из сохранившейся рукописи, ему предполагалось посвятить весь сборник «Осенние озёра».) «Гусарский мальчик с простреленным виском» является Кузмину и в последней его книге стихов, «Форель разбивает лёд».

## Творчество
Первое стихотворение Князева («Мне мнится…») было в 1910 г. опубликовано по протекции Кузмина в «Новом журнале для всех». Второе напечатанное при жизни стихотворение появилось в следующем году в журнале «Новая жизнь». В 1914 году отец издал все сохранившиеся произведения Князева под заголовком «Стихи. Посмертное издание».
Роман Тименчик предположил, что «Форель разбивает лёд» и «Поэма без героя» восходят к восьмистишию Князева «Когда мы встречаем новый год» (1910).
- «1 января 1913 года»
- «В подвале»[11]
- «В тихом сиянии дней безмятежных…»[11]
- «Вернулся из церкви… Три письма на столе лежат…»
- «Вы — милая, нежная Коломбина…»
- «Заглохший парк»[11]
- «И нет напевов, нет созвучий…»
- «Когда застынет в мраке…»
- «Матери»
- «Нас немного, влюбленных в прекрасное…»
- «Недаром зеркало сегодня разбилось…»
- «Посвящение»
- «Припаду с поцелуями к вестниц…»
- «Пускай разбиты все надежды и желанья…»
- «Сестре»
- «Сколько раз проходил мимо…»
- «Я был в стране, где вечно розы…»[11]
- «Я не хочу, чтобы, когда умру…»